# Cisteller frontvermell
El cisteller frontvermell (Asthenes ottonis) és una espècie d'ocell de la família de les Furnariidae.

## Hàbitat i distribució
És una espècie endèmica del Perú. Els seus hàbitats són montans subtropical o tropical humits, i muntanya subtropical o tropical d'alta altitud.